# Au-delà des montagnes
Pour plus de détails, voir Fiche technique et Distribution.
Au-delà des montagnes (chinois : 山河故人 ; pinyin : shānhé gùrén ; litt. « Un vieil ami du pays natal ») est un film sino-franco-japonais réalisé par Jia Zhangke, sorti en 2015.
Le récit, divisé en trois époques, décrit les parcours de ses principaux personnages sur plus de vingt-cinq ans (en trois temps : 1999, 2014 et 2025). En 1999, à Fenyang, dans la province du Shanxi, une jeune Chinoise Tao, fille d'un vendeur d'électroménager, est courtisée par deux amis d'enfance : Jinsheng, jeune entrepreneur ambitieux alors propriétaire d'une station-service, et Liangzi, travailleur dans une mine de charbon locale. Bien que son cœur préfère le second, Tao finit par épouser le premier dans l'espoir d'une vie matérielle meilleure, mais la vie lui réserve des déconvenues.
Le film est présenté en compétition officielle au Festival de Cannes 2015.

## Synopsis
L'histoire commence ainsi en 1999 quand Tao a environ 25 ans, en période de développement accéléré de la Chine, vingt ans après la mort de Mao Zedong (en 1976) puis le début (1978-1979) de la transformation du pays par son successeur Deng Xiaoping. Tao finit par céder aux avances du jeune entrepreneur Jinsheng et accepte de l'épouser. Liangzi ne peut supporter ce mariage de Tao avec son rival, se fâche avec lui alors que ce dernier vient d'acquérir à bon prix la mine où il est employé, et décide d'émigrer à quelques centaines de kilomètres à l'est, près de Handan dans la province voisine du Hebei, pour travailler à nouveau dans une mine, mais cette fois en tant que mineur de fond.
Quelques années plus tard, Tao accouche de Daole, le fils qu'elle a eu avec Jinsheng : celui-ci lui a choisi ce prénom en raison de sa proximité sonore avec la prononciation du mot « dollar » en chinois ; il espère en effet le couvrir de dollars.
En 2014, Tao a divorcé de Jinsheng, vit toujours à Fenyang et exploite une prospère station-service. C'est une femme en vue et elle fait preuve de générosité vis-à-vis des autres habitants de la ville. Daole a 7 ans et vit avec son père et sa belle-mère à Shanghai. Apparemment, Jinsheng y a fait fortune. Dans le Hebei, Liangzi tombe malade du fait de son travail au fond de la mine, alors qu'il est désormais marié avec une jeune femme de la région et vient d'avoir un fils. Il doit se faire opérer, n'a pas les fonds nécessaires et suggère à sa femme d'aller demander l'aide de Tao qui décide de financer l'opération de Liangzi. Le père de Tao meurt brutalement et celle-ci demande que son fils Daole vienne assister aux funérailles. Daole arrive de Shanghai en avion et est accueilli par sa mère qui ne supporte par les intrusions de la belle-mère de Daole dans l'éducation de son fils, lorsque celle-ci communique avec lui par tablette connectée. Elle ne supporte pas non plus que son fils ne sache plus l'appeler simplement « Ma » (qui signife « Maman » en chinois) mais qu'il veuille l'appeler « Mummy » à l'anglaise. Après les cérémonies, pour rester le plus longtemps possible avec son fils, Tao raccompagne Daole en train jusqu'à Shanghai, renonçant de plus aux trains à grande vitesse. En guise de cadeau d'adieu, elle lui donne un jeu de clefs de sa maison de Fenyang, pour qu'il comprenne qu'il peut revenir quand il le veut dans sa province natale.
La dernière partie du film se déroule dans un futur proche, en 2025, en Australie où Jinsheng a été contraint d'émigrer pour échapper à la police chinoise car, d'homme d'affaires espérant trouver un eldorado à Shanghai, il s'est rapproché de la pègre et s'est senti visé par la nouvelle politique anti-corruption. Son fils Daole (désormais prononcé « Dollar » en anglais), inscrit dans une université australienne, cherche à retrouver ses racines en prenant des cours de chinois ; il tombe amoureux de son professeur, Mia, une Chinoise en instance de divorce de son époux occidental, bien plus âgée que Daole. Celui-ci s'éloigne aussi de son père dont il déconsidère les activités et la philosophie. Dans son cœur, et autour de son cou, il a gardé un lien avec sa mère qui lui avait remis à ses 7 ans le double des clefs de sa maison à Fenyang. Comme il est sans nouvelles de sa mère depuis plus de dix ans, il envisage d'aller lui rendre visite en Chine en compagnie de Mia.
Le film se termine en évoquant la manière dont il avait commencé : Tao, en 2025, venue seule promener son chien sur un terrain vague gelé, avec en fond la pagode de Fenyang, se met à danser sur l'air des Pet Shop Boys, Go West, qui trotte dans sa tête et rappelle symboliquement la sortie des pays communistes (l'Union soviétique et la Chine) de leur orthodoxie marxiste, pour entrer dans l'ère capitaliste, individuelle ou étatique, avec les espoirs de développement personnel qu'elle comportait. Tao refait des vagues avec ses mains, comme elle le faisait vingt-cinq ans plus tôt, lorsqu'elle dansait joyeusement avec ses nombreux amis d'alors (dont Jinsheng et Liangzi). Le film ne montre pas les éventuelles retrouvailles de Daole avec sa mère.

## Fiche technique
- Titre original : 山河故人, shānhé gùrén
- Titre français : Au-delà des montagnes
- Titre international: Mountains May Depart
- Réalisation : Jia Zhangke
- Scénario : Jia Zhangke
- Photographie : Yu Lik-wai
- Montage : Matthieu Laclau
- Musique : Yoshihiro Hanno
- Production :
  -  Japon : Shozo Ichiyama (Office Kitano)
  -  France : Nathanaël Karmitz (MK2 Productions)
  -  Chine : Jia Zhangke (Xstream Pictures), Ren Zhonglun (Shanghai Film Group) et Liu Shiyu (Runjin Investment)
- Genre : drame
- Durée : 126 minutes
- Dates de sortie :
  - France : 20 mai 2015 (Festival de Cannes)
  - France: 23 décembre 2015 (sortie nationale)

## Distribution
- Zhao Tao : Shen Tao
- Zhang Yi (en) : Zhang Jinsheng, l'un des deux amoureux de Tao, qui l'épouse puis en divorce
- Liang Jingdong : Liang Jianjun (diminutif : « Liangzi »), l'autre amoureux de Tao, travailleur dans une mine de charbon
- Dong Zijian (en) : Daole (prononcé « Dollar » en anglais), le fils de Tao et Jinsheng
- Sylvia Chang : Mia, l'enseignante de chinois à ACT (pour « Australian Capital Territory », prononcé ei-siti dans la version originale[5]), en Australie

## Autour du film
- Zhao Tao est l'actrice fétiche du réalisateur Jia Zhangke, dont elle est l'épouse depuis 2012.

## Distinctions

### Sélections et nominations
- Festival de Cannes 2015 : sélection officielle
- Golden Horse Film Festival 2015 : choix du public, et prix du scénario sur 7 nominations (film, réalisation, scénario, actrice principale, photographie, musique et son)
- Asian Film Awards 2016 : prix du scénario sur 4 nominations (film, réalisation, scénario et actrice principale)